# 鳳琴街體育館

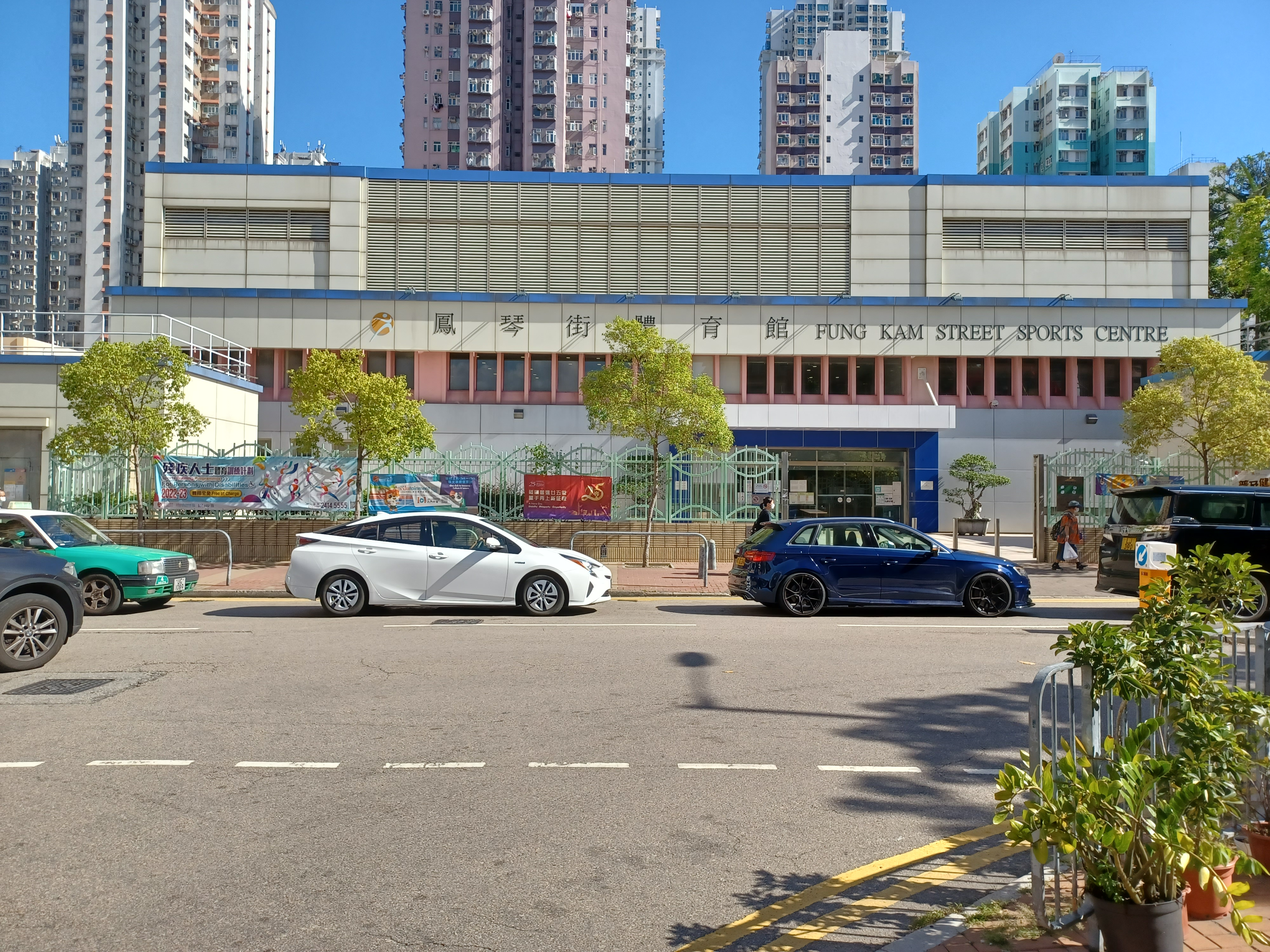
翻油前的鳳琴街體育館外觀，前方道路為鳳攸北街

22°26′35″N 114°01′59″E / 22.443046°N 114.033024°E
鳳琴街體育館（英語：Fung Kum Street Sports Centre）位於香港新界元朗區雞地鳳攸北街二十號，於1987年3月25日投入服務，由康樂及文化事務署管理，輔助元朗新市鎮其餘2座體育館：元朗體育館及朗屏體育館，及同區的屏山天水圍體育館、天暉路體育館、天瑞體育館及天水圍體育館。

## 設施
館內樓高2層，場內的多用途主場設400人觀眾席，可用作兩個籃球場、兩個排球場或八個羽毛球場。其他設施包括3個多用途活動室、兩個乒乓球室和設有15個車位的收費停車場。
體育館內提供「香港政府WiFi通」服務，方便市民上網。

## 爭議
自停車場於2013年4月起外判管理後，車位改為全數對外開放，導致車位長期被非使用體育館人士霸佔，區議員批評有違設施原意。

## 開放時間
- 每天07:00-23:00（定期保養日除外）
- 每月的第1個及第3個星期三的07:00-13:00時會關閉進行場地保養（如果當日為公眾假期，保養日則順延至下一個工作日）。

## 鄰近地方
- 元朗（鳳翔路）巴士總站
- 交通廣場
- 形點
- 新時代廣場
- 新時代中城
- 元朗（東）巴士總站
- 元朗站公共運輸交匯處